# Stanislaw Starodubzew
Stanislaw Starodubzew (russisch Станислав Стародубцев; * 23. April 1987) ist ein russischer Radrennfahrer.
Starodubzew gewann 2006 das erste Teilstück des russischen Etappenrennens Way to Pekin. Bei einer weiteren Etappe belegte er den zweiten Platz und in der Gesamtwertung schaffte er es auf den dritten Platz hinter dem Gesamtsieger Alexander Jerofejew. In der Saison 2009 fuhr Starodubzew für das Katusha Continental Team und im nächsten Jahr wechselte er zu dem russischen Continental Team Itera-Katusha.

## Erfolge
2006
- eine Etappe Way to Pekin

## Teams
- 2009 Katusha Continental Team
- 2010 Itera-Katusha (bis 31. Juli)